# Vilma Rimšaitė
Vilma Rimšaitė (ur. 24 lutego 1983 w Szawlach) – litewska kolarka BMX, dwukrotna medalistka mistrzostw świata.

## Kariera
Pierwszy sukces w karierze Vilma Rimšaitė osiągnęła w 2009 roku, kiedy zdobyła brązowy medal w cruiserze podczas mistrzostw świata w Adelaide. W zawodach tych wyprzedziły ją jedynie Sarah Walker z Nowej Zelandii oraz Francuzka Manon Valentino. Wynik ten powtórzyła na rozgrywanych rok później mistrzostwach świata w Pietermaritzburgu, tym razem przegrywając z Kolumbijką Marianą Pajón i Czeszką Romaną Labounkovą. W 2012 roku wzięła udział w igrzyskach olimpijskich w Londynie, plasując się na trzynastej pozycji.